# Aree naturali protette della Basilicata
Le aree naturali protette della Basilicata occupano circa il 30% dell'intera superficie regionale, collocandola al secondo posto in Italia per percentuale di superficie protetta, con due parchi nazionali (Pollino e Val d'Agri), due parchi regionali e sei riserve naturali regionali.

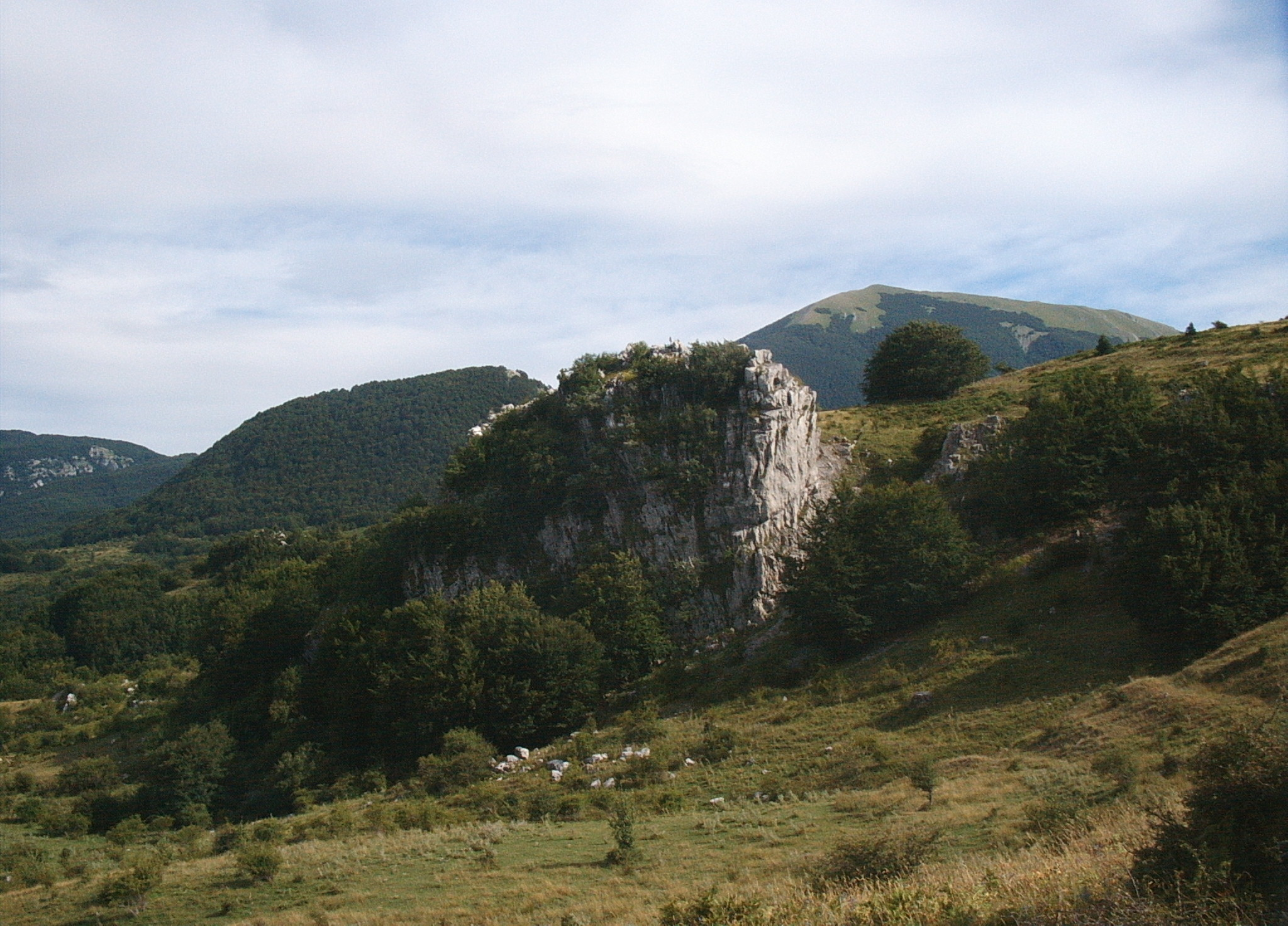
Il Pollino.

## Parco nazionale del Pollino
Venne istituito nel 1993 per la necessità di tutelare un paesaggio ed un ambiente naturale di primaria importanza e, soprattutto, il pino loricato (Pinus leucodermis Ant.), che trova qui l'ultimo rifugio (oltre che nei Balcani) contro la devastazione dell'ambiente da parte dell'uomo, tanto che è stato scelto come simbolo del parco. Tra le tantissime altre specie arboree presenti nel Parco vi sono, oltre alle importanti abetine relitte ad abete bianco, le specie tipiche del bosco mesofilo appenninico: faggio, pino nero, tasso, aceri, fra cui l'acero di Lobelius, e diverse specie di querce, nonché castagni. Ricche le presenze faunistiche di specie altrove scomparse, come l'aquila reale, il picchio nero, il gracchio corallino, il lanario, il capovaccaio, il nibbio reale, il gufo reale, il corvo imperiale, il falco pellegrino, il driomio, il lupo appenninico, il gatto selvatico europeo, un capriolo endemico ad Orsomarso e la rarissima lontra.

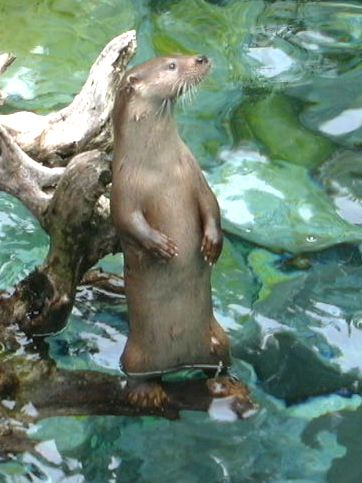
Una lontra (Lutra lutra)

## Parco nazionale dell'Appennino Lucano-Val d'Agri-Lagonegrese
Istituito nel 2007, copre un territorio di 68 996 ettari lungo l'Appennino lucano. Include ventinove comuni della regione e nove comunità montane. Tra i vari animali presenti, vanno segnalati, in particolare, il lupo appenninico, il cinghiale e la lontra lungo il fiume Agri.

## Parchi regionali

### Parco di Gallipoli Cognato e Piccole Dolomiti Lucane
L'area protetta fu istituita nel 1997 e interessa cinque comuni a cavallo tra le province di Matera e di Potenza e comprende i territori delle comunità montane dell'Alto Basento, Medio Basento e Collina Materana. Sul versante della provincia di Potenza vi sono le celebri Dolomiti lucane, montagne costituite da rocce di arenaria, modellate profondamente dagli agenti atmosferici, le cui cime sono caratterizzate da alte guglie, con forme che hanno suggerito nomi fantasiosi.
Le specie floristiche più importanti si trovano al di sopra dei mille metri, dove l'associazione vegetale dominante è la cerreta, che talvolta ospita esemplari di carpino bianco, carpinella, agrifoglio e tiglio.

### Parco della Murgia Materana
Istituita nel 1990, la riserva regionale si estende per circa 6 000 ettari all'estremità orientale della Basilicata, vicino al confine con la Puglia. Sono diffuse diverse specie erbacee che danno luogo a forme di vegetazione a gariga, tra cui il timo arbustivo (Thymus capitatus), il timo spinosetto (Thymus spinulosus) e la salvia argentea (Salvia argentea), e neofite, quali lo zafferano di Thomas (Crocus thomasii), il cipollaccio della Basilicata (Gagea chrysantha), l'aglio moscato (Allium moschatum) e l'asfodelo mediterraneo (Asphodelus microcarpus), nonché l'endemica Knautia lucana.
Numerosi sono anche i rapaci: nibbi reali, falchi pellegrini, poiane e gheppi i più frequenti rapaci diurni, mentre tra i notturni vi sono la civetta, il gufo e l'allocco.
Nel 2017, inoltre, è stato istituito il Parco naturale regionale del Vulture.

## Riserve regionali

### Riserva Regionale Lago Piccolo di Monticchio

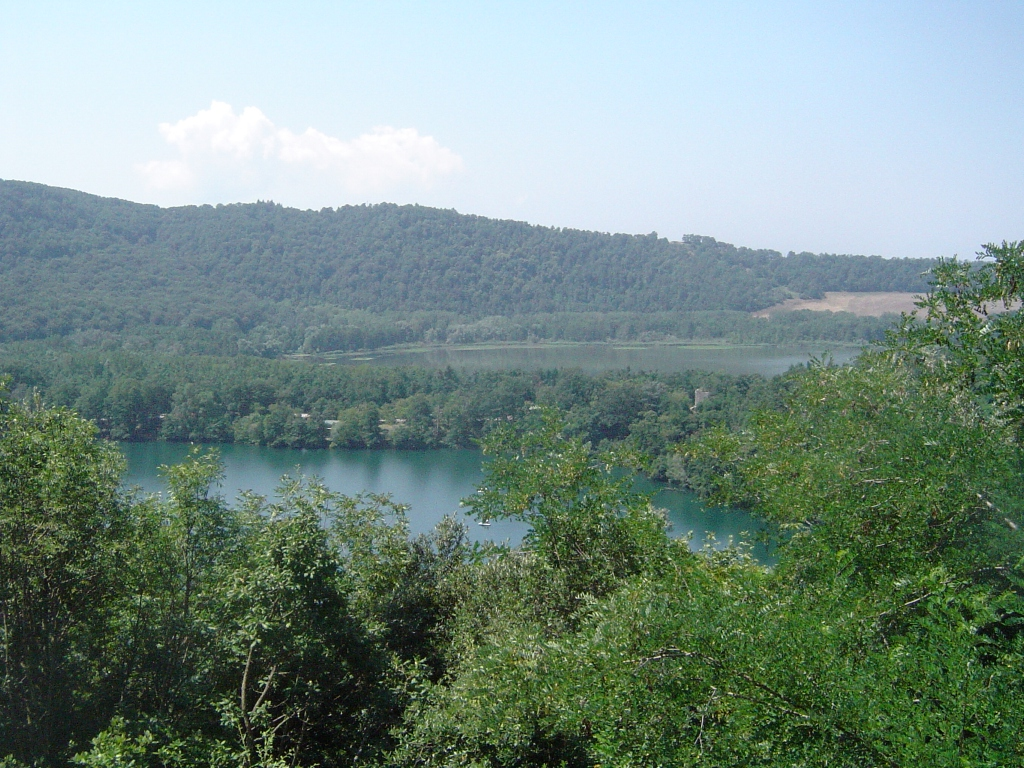
I laghi del Vulture

Il lago Piccolo di Monticchio è una delle due bocche dell'antico vulcano Vulture che insieme al Lago Grande formano l'intero cratere: fa parte del comune di Atella (Pz).
Qui troviamo l'Abbazia di San Michele Arcangelo che ha origini antichissime ed è scavata nel tufo, un porticciolo di pedalò, e numerose bancarelle. La profondità del lago supera i 30 metri e sott'acqua vi è una fittissima vegetazione. Anche per questo motivo hanno perso tragicamente la vita diverse persone che, dopo essere cadute accidentalmente nel lago, sono rimaste intrappolate nelle alghe, finendo per annegare, pur sapendo nuotare.

### Riserva Regionale Abetina di Laurenzana
La Riserva regionale Abetina di Laurenzana è una area naturale protetta della Basilicata, istituita nel 1988. È gestita dalla provincia di Potenza, in collaborazione con il WWF e il comune di Laurenzana. Si estende in un territorio molto particolare, coperto da un bosco extrazonale ad Abies alba inserito in un paesaggio vegetale che normalmente, viste le altitudini dovrebbe essere occupato da faggete e cerrete. L'associazione vegetale dell'abetina è classificata come Aquifolium-Fagetum, presentando quindi una elevata diversificazione nelle fitocenosi rispetto alle abetine vere e proprie dell'Italia settentrionale.

### Riserva Regionale San Giuliano
La Riserva regionale San Giuliano è una area naturale protetta della Basilicata, istituita nel 2000, che si estende per circa 1000 ettari tra i comuni di Matera, Miglionico e Grottole. Il territorio della riserva comprende il lago di San Giuliano, creato dallo sbarramento del fiume Bradano, che si estende per circa 8 km² ed ha una capacità di circa 100 milioni di metri cubi di acqua, ed i tratti fluviali a monte ed a valle del lago stesso.

### Altre riserve
- Riserva naturale orientata Bosco Pantano di Policoro
- Riserva naturale speciale dei Calanchi di Montalbano Jonico
- Riserva regionale Lago Laudemio (Remmo)
- Riserva regionale Lago Pantano di Pignola

## Riserve statali
- Riserva naturale Agromonte Spacciaboschi
- Riserva naturale Coste Castello
- Riserva naturale Grotticelle
- Riserva naturale I Pisconi
- Riserva naturale Marinella Stornara
- Riserva naturale Metaponto
- Riserva naturale Monte Croccia
- Riserva naturale Rubbio

## Aree Natura 2000
Sono inoltre presenti nella regione "siti di rilevante importanza in ambito CEE riferiti alla regione biogeografica mediterranea" o "siti di interesse comunitario" (SIC). Le località, definite siti di importanza comunitaria (SIC), sono state proposte sulla base del Decreto 25/3/2005, pubblicato sulla Gazzetta Ufficiale della Repubblica Italiana n. 157 dell'8 luglio 2005 e predisposto dal Ministero dell'Ambiente e della Tutela del Territorio e del Mare ai sensi della direttiva CEE.